# Championnat d'Afrique masculin de volley-ball 1999
Navigation
Édition précédente Édition suivante
Le 12e championnat d'Afrique de volley-ball masculin s'est déroulé du 1er au 9 août 1999 au Caire, Égypte. Il a mis aux prises les six meilleures équipes continentales.

## Équipes engagées
- Algérie
- Cameroun
- Égypte
- Ghana
- Maroc
- Tunisie

## Classement final
| Place              | Équipe   |
| ------------------ | -------- |
| Médaille d'or      | Tunisie  |
| Médaille d'argent  | Égypte   |
| Médaille de bronze | Algérie  |
| 4                  | Cameroun |
| 5                  | Maroc    |
| 6                  | Ghana    |

## Vainqueur
| Championnat d'Afrique de volley-ball — Vainqueur 1999 |
| ----------------------------------------------------- |
| Tunisie Septième titre                                |